# NOX (バンド)
ノクス（Nox）は、ハンガリーの音楽グループであり、ハンガリーの伝統音楽に現代的な要素を織り交ぜた音楽をつくり出している。2008年までに7枚のアルバムを発売。メンバーは、ナジ・タマーシュ（Nagy Tamás）とペーテル・サボー・シルヴィア（Péter Szabó Szilvia）という男女デュオ。グループ名は、夜の女神ニュクスに由来する。
初のアルバム『Örökség』は、発売から3カ月でハンガリーにおいてゴールド・アルバムとなった。それ以降、ハンガリーでは強い人気のあるバンドとなり、発売されるアルバムはたびたびチャートの上位を占め、高い売上実績もある。また、ハンガリーのほか、ルーマニアやスロベニアでも人気がある。
キエフで開催されたユーロビジョン・ソング・コンテスト2005にハンガリー代表として参加したことで、その他のヨーロッパ諸国でも知られるようになった。大会では「Forogj, világ!」を歌って準決勝を5位で通過し、決勝では12位となった。ハンガリーのユーロビジョン参加は、1998年大会のホルヴァート・カーロイ（Horváth Károly）以来であった。
2009年、家族との時間を優先させたいという理由で、活動に終止符を打った。
2022年、再結成アルバム『Főnix』を発表。その後もライブ活動を続けている。

## ディスコグラフィ

### アルバム
- Örökség (2002年) ※25.000枚・ハンガリー・ゴールド売上[1]
- Bűvölet (2003年) ※46.000枚・ハンガリー・プラチナ売上
- Arany Karácsony (2004年) ※24.000枚・ハンガリー・プラチナ売上
- Ragyogás (2005年) ※13.000枚・ハンガリー・ダブルプラチナ売上
- Örömvölgy (2006年) ※30.000枚・ハンガリー・ダブルプラチナ売上
- Csendes (2007年) ※7.500枚・ハンガリー・ゴールド売上
- Időntúl (2008年) ※15.000枚・ハンガリー・ゴールド売上
- Most (2009年)
- Best Of 2002-2009 (2010年) ※コンピレーション
- Főnix (2022年)

## 受賞
- 2006 Persian Golden Lioness Award for Best Pop Band